# 소니 엑스페리아 E
소니 엑스페리아 E(Sony Xperia E)은 소니 모바일 커뮤니케이션스에서 출시한 안드로이드 스마트폰이다.

## 연혁
- 2013년 8월 4일 : 베를린 국제가전박람회 2013 (IFA 2013)에서 공개
- 2013년 8월 29일 : 출시[2]

## 색상
- 블랙 화이트 퍼플

## 특수 기능

### 카메라 기능
끌끌끌

### 기타 기능

#### exFAT
exFAT포맷을 지원하여 용량이 4 GB이상인 파일을 사용할 수 있으며, 외장메모리에도 이 기술이 적용되었다.